# Federico Rossano
Federico Rossano (Napoli, 31 agosto 1835 – Napoli, 5 maggio 1912) è stato un pittore italiano, figlio di Vincenzo, colonnello in pensione delle armate napoleoniche in Russia.

## Biografia
Si iscrisse all'Accademia di belle arti di Napoli, scegliendo dapprima la scuola di architettura per poi cambiare indirizzo e frequentare per un periodo i corsi di pittura, sotto la guida dei pittori Gennaro Ruo e Giacinto Gigante. Scelse quindi di continuare da solo, seguendo il suo estro, dopo essere stato allontanato per indisciplina dall'Accademia. Fu in stretto rapporto con Giuseppe De Nittis. Essi si unirono a Marco De Gregorio, ad Adriano Cecioni, a Giuseppe Mancini e ad altri pittori, dando origine nel 1863 alla Scuola di Resìna, detta anche di Portici, che era in strette relazioni con il gruppo dei Macchiaioli e con il verismo.
Nel 1875, dopo la morte di De Gregorio e su invito di De Nittis, si trasferì a Parigi, dove rimase per circa venti anni, ispirandosi agli impressionisti - da cui prese una pennellata fluida, luminosa e chiara - e all'arte di Corot. Dipinse paesaggi parigini con delicate trasparenze e intrisi di sottili malinconie.
Sposò nel 1880 Zelye Brocheton, figlia di un notaio di Soissons. Partecipò a mostre, sia in Francia che in Italiaː personale a Parigi nel 1889, esposizioni a Vienna, nel 1873, e a Londra, nel 1880. Nel 1893 ritornò a Portici. A Napoli, per interessamento del pittore Domenico Morelli, ottenne la cattedra di pittura presso la Reale Accademia del Disegno, che mantenne fino al 1902. Partecipò alla Biennale di Venezia, dal 1899 al 1905, e nel 1910.
Tra le sue opere presenti in musei, il Campo di grano del 1863, acquistato da Vittorio Emanuele II per il Museo di Capodimonte. Altre sue tele si trovano nella Galleria d'arte moderna e contemporanea di Roma e nella collezione Grassi di Milano. La Galleria dell'Accademia di belle arti di Napoli possiede Les bouleaux (Le betulle), olio su tela, 1895, 55,5x70,5 cm.